# Sampo Group
Sampo Group é a maior empresa seguradora da Finlândia e dos países nórdicos, foi fundada em 1909 e tem operações na Finlândia, Suécia, Noruega, Dinamarca, Estônia, Lituania e Letonia, o Sampo Group é o maior acionista do banco Sueco Nordea.O Sampo Group está entre as 30 maiores seguradoras do mundo por faturamento.
A empresa já teve operações bancarias ao adquirir o banco Leonia e criar o Sampo Bank em dezembro de 2000, porém  a Sampo vendeu a sua divisão bancaria para o banco dinamarquês Danske Bank em novembro de 2006 por 5,15 bilhões de dólares, a justificativa da venda foi que a empresa quer se focar apenas em seguros e com o dinheiro da venda, o Sampo Group investiu em ações do banco sueco Nordea, onde atualmente é o maior acionista com cerca de 21.3% das ações.
O Governo finlandês através da Solidium Oy é o maior acionista da empresa com 11,90% das ações.